# Ferdinand Willaert

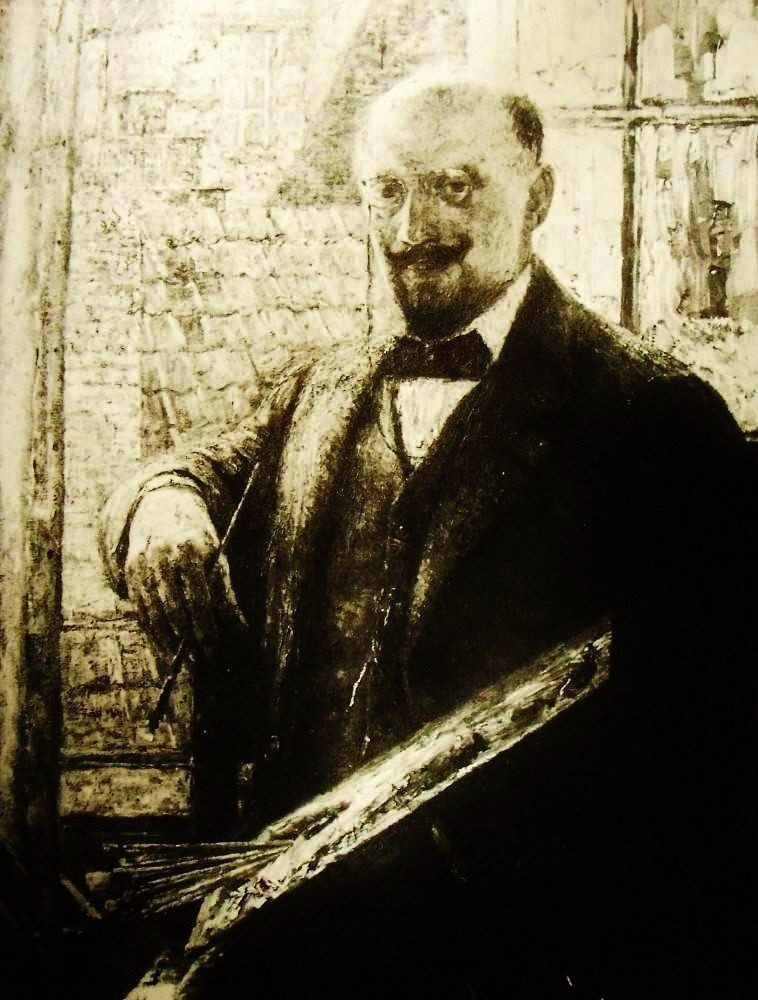
Valentine Willaert-Fontan, Portret van Ferdinand Willaert, 1915

Ferdinand Willaert (Gent, 15 januari 1861 – aldaar, 30 juni 1938) was een Vlaamse kunstschilder die actief was op het einde van de negentiende eeuw en het eerste derde van de twintigste.

## Biografie
Hij was de zoon van Charles-Louis Willaert, een decorateur en portretschilder, en hij was de oudste in het gezin van dertien kinderen. Zijn broers Arthur (1875-1942) en Raphaël Robert Willaert (1878-1949) waren eveneens kunstschilder.
Hij kreeg zijn opleiding aan de Academie te Gent, bij Theodoor Caneel en Louis Tytgadt. Op zijn drieëntwintigste, in 1884, werd hij zelf leraar aan de academie. Van 1887 tot 1890 studeerde hij aan de Academie van Schone Kunsten te Parijs.

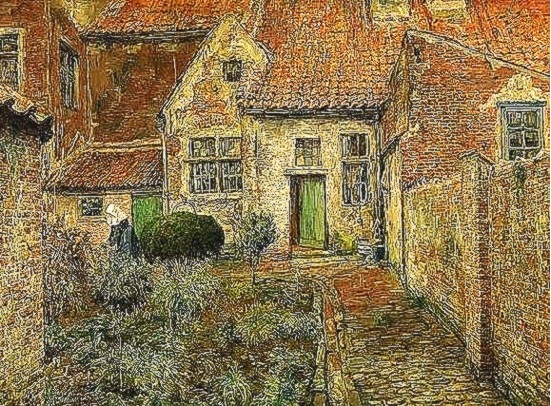
Kloostertuin te Gent, ca. 1900, stadhuis van Dendermonde

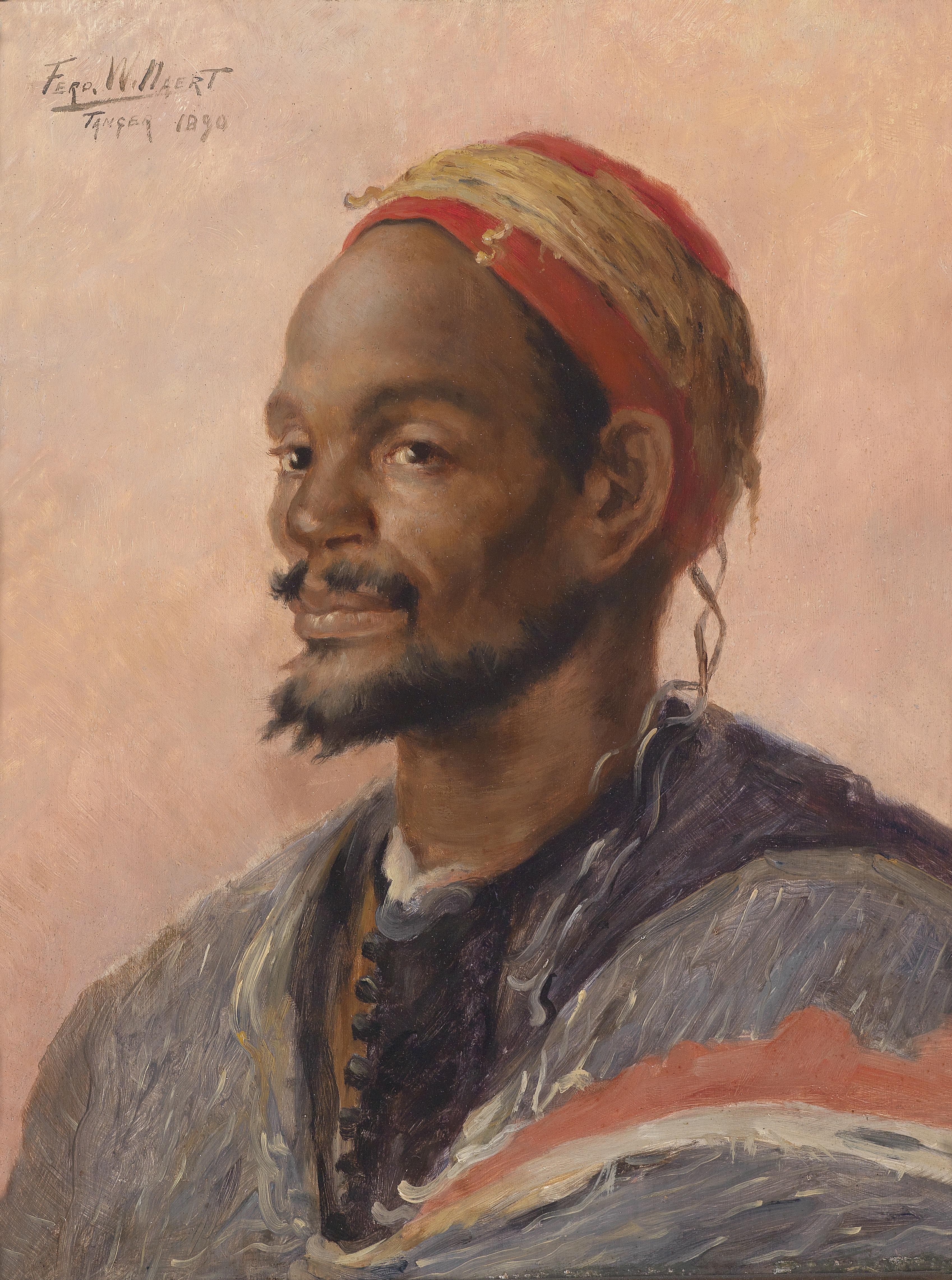
Portret van een Marokkaan, 1890

Ferdinand Willaert was een verwoed reiziger en verbleef regelmatig in het zuiden, wat een duidelijke weerslag had op zijn stijl. In 1887 trok hij met A. Marcette naar Spanje en Marokko, waar hij het echte licht ontdekte. Ook tussen 1890 en 1892 reisde hij naar Marokko met zijn vrienden Albert Lebourg en Ignacio Zuloaga. Bij zijn terugkeer exposeerde hij zijn werken over Tanger in de Cercle artistique et littéraire de Gand wat het begin werd van zijn artistieke doorbraak.
In 1893 werd hij lid van de Société Nationale des Beaux-Arts te Parijs en in 1907 werd hij secretaris van de kring. Daarna werd hij ook lid van de Parijse Société du Salon d'Automne en van de Société Royale des Beaux-Arts te Brussel. In 1899 werd hij lid van de jury van de Belgische Salons, en in die hoedanigheid was hij betrokken bij de inrichting van diverse salons te Gent, Antwerpen en Brussel. Het is vanaf dan dat hij zelf ging deelnemen aan buitenlandse tentoonstellingen in Turkije, Frankrijk, Nederland, Duitsland, Engeland, Italië, Spanje, Rusland, Egypte en de Verenigde Staten, waarbij hij meermaals gelauwerd werd.
In 1901 werd hij benoemd tot directeur van de Academie te Dendermonde, een functie die hij zou aanhouden tot in 1934.
Ferdinand Willaert was een eerste keer getrouwd met Léontine Van Loo in 1893. Na het overlijden van zijn eerste vrouw in 1904 trad hij op 21 maart 1908 opnieuw in het huwelijk met de uit Zuid-Frankrijk afkomstige Valentine Fontan,  dochter van de schilder Joseph-Auguste Fontan en zelf ook een kunstenares die stillevens, bloemen, interieurs, portretten, en taferelen met figuren schilderde. Ze waren gevestigd in de Drabstraat 7 te Gent. Het echtpaar kreeg in 1918 een dochter die Marguerite werd genoemd. Na hun huwelijk brachten ze de vakanties door in het geboortehuis van Valentine in Magnan in het departement Gers in het zuidwesten van Frankrijk.
Ferdinand Willaert werd ridder in de Kroonorde en officier in de Leopoldsorde. Na zijn dood werd hij bijgezet op het Campo Santo te Sint-Amandsberg.

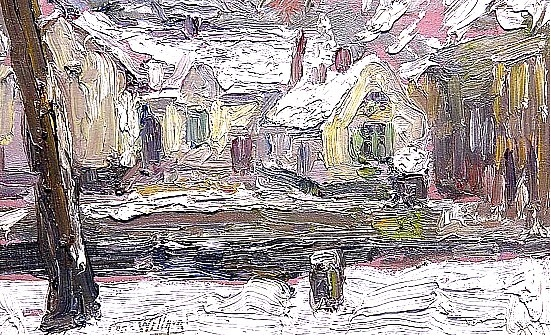
Zicht op de Bijloke kaai in de sneeuw, ca. 1900

## Stijlkenmerken
Willaert schilderde figuren, portretten, Scheldegezichten, Waaslandse en Zeeuwse landschappen, kustgezichten en veel stads- en begijnhofzichten. Hij voelde zich erg verwant met de Gentse schilder Albert Baertsoen en gebruikte dezelfde onderwerpen. Voor de kleuren en toetsen leunt hij dan weer meer aan bij Emile Claus, Franz Courtens en Isidore Verheyden. Hij maakte al vroeg kennis met de scholen van Barbizon, Tervuren en Dendermonde. Zoals een aantal schilders van de Dendermondse School was hij een materieschilder, maar hij ontwikkelde later een impressionistische stijl met een zachte, lumineuze toets en schilderde ook en plein air.

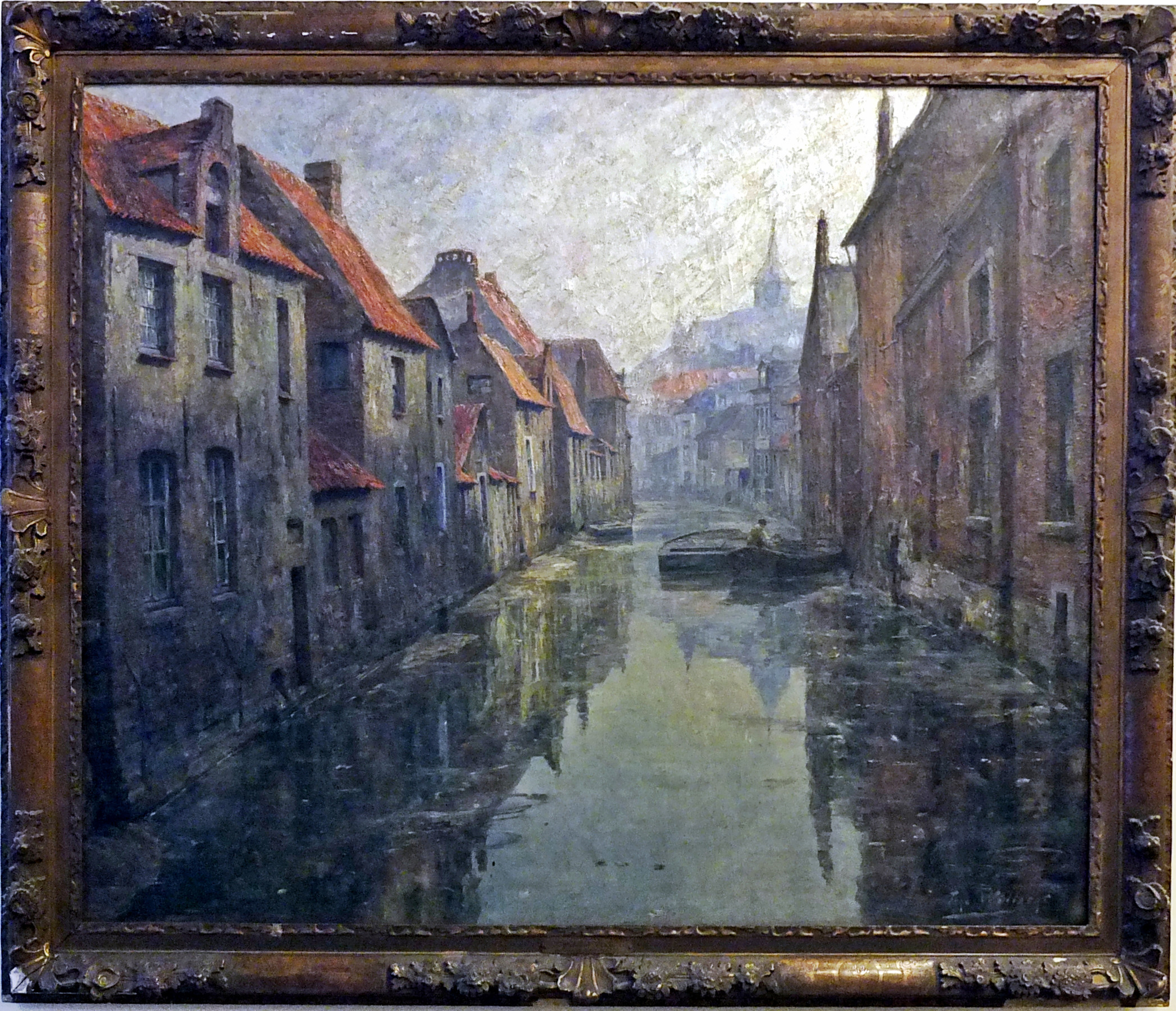
Het oud Meerhem te Gent, stadhuis van Dendermonde.

## Werken
Ferdinand Willaert was een veelschilder en men kan dus een ellenlange lijst van werken presenteren. Hierbij vindt men de lijst van musea of instellingen die werk van Willaert in hun collectie hebben.
- Stadhuis van Aalst
- Koninklijk Museum voor Schone Kunsten Antwerpen
- Groeningemuseum, Brugge
- Koninklijke Musea voor Schone Kunsten van België, Brussel
- Gemeentelijk museum, Dendermonde
- Museum voor Schone Kunsten (Gent)
- Musée des Beaux-Arts de Mons
- Le Musée des Art décoratifs de Namur
- Stedelijke Musea Sint-Niklaas
- Musée d'Orsay, Parijs
- Musée des Beaux-Arts de Pau
- Nationale Museum, Poznań (Polen)

- Gemeinsame Normdatei: 174289081
- International Standard Name Identifier: 0000 0000 6703 6711
- Library of Congress Control Number: no2002075505
- Nederlandse Thesaurus van Auteursnamen: 072297832
- RKD-Nederlands Instituut voor Kunstgeschiedenis: 84574
- Union List of Artist Names: 500072910
- Virtual International Authority File: 9516974
- WorldCat: E39PBJgH7WXh8rW7CJjDBwCxXd